# Малиновка (Белгородская область)
Малиновка — поселок в Белгородского района Белгородской области России. Административный центр Малиновского сельского поселения.

## История
Малиновка была основана в 1937 году как посёлок при Дмитротарановском сахарном заводе.
В начале 1950-х в Малиновке построили два общежития, началось строительство частного сектора. 
В 1967 году процветающий совхоз наградили орденом Трудового Красного Знамени.
В 1968 года указом президиума ВС РСФСР поселок комсомольского отделения совхоза «Дмитротарановский» переименован в Малиновку.

## Население
| 2002 | 2010 |
| ---- | ---- |
| 600  | ↘556 |